# Oualid El Hajjam
Oualid El Hajjam (tiếng Ả Rập: وليد الحجام; sinh ngày 19 tháng 2 năm 1991) là một cầu thủ bóng đá chuyên nghiệp thi đấu ở vị trí hậu vệ cho Le Havre. Mặc dù sinh ra ở Pháp, anh thi đấu cho Maroc ở cấp độ đội tuyển quốc gia.

## Sự nghiệp câu lạc bộ
Vào ngày 15 tháng 7 năm 2022, El Hajjam ký hợp đồng hai năm với Le Havre.

## Sự nghiệp quốc tế
El Hajjam ra mắt cho Đội tuyển bóng đá quốc gia Maroc trong chiến thắng giao hữu 2–0 trước Uzbekistan vào ngày 27 tháng 3 năm 2018.

## Thống kê sự nghiệp
Tính đến 29 tháng 8 năm 2021
| Câu lạc bộ         | Mùa giải           | Giải vô địch       | Giải vô địch | Giải vô địch | Cúp bóng đá Pháp | Cúp bóng đá Pháp | Coupe de la Ligue | Coupe de la Ligue | Tổng    | Tổng      |
| Câu lạc bộ         | Mùa giải           | Hạng đấu           | Số trận      | Bàn thắng    | Số trận          | Bàn thắng        | Số trận           | Bàn thắng         | Số trận | Bàn thắng |
| ------------------ | ------------------ | ------------------ | ------------ | ------------ | ---------------- | ---------------- | ----------------- | ----------------- | ------- | --------- |
| Le Mans B          | 2008–09            | CFA Group C        | 10           | 1            | –                | –                | –                 | –                 | 10      | 1         |
| Le Mans B          | 2009–10            | CFA Group C        | 10           | 0            | –                | –                | –                 | –                 | 10      | 0         |
| Le Mans B          | 2010–11            | CFA Group D        | 16           | 0            | –                | –                | –                 | –                 | 16      | 0         |
| Le Mans B          | Tổng               | Tổng               | 36           | 1            | 0                | 0                | 0                 | 0                 | 36      | 1         |
| Amiens             | 2011–12            | Ligue 2            | 0            | 0            | 0                | 0                | 0                 | 0                 | 0       | 0         |
| Amiens             | 2012–13            | National           | 7            | 0            | 0                | 0                | –                 | –                 | 7       | 0         |
| Amiens             | 2013–14            | National           | 20           | 0            | 0                | 0                | 1                 | 0                 | 21      | 0         |
| Amiens             | 2014–15            | National           | 13           | 1            | 1                | 0                | –                 | –                 | 14      | 1         |
| Amiens             | 2015–16            | National           | 18           | 0            | 0                | 0                | –                 | –                 | 18      | 0         |
| Amiens             | 2016–17            | Ligue 2            | 28           | 1            | 0                | 0                | 0                 | 0                 | 28      | 1         |
| Amiens             | 2017–18            | Ligue 1            | 26           | 1            | 1                | 0                | 2                 | 0                 | 27      | 1         |
| Amiens             | 2018–19            | Ligue 1            | 11           | 0            | 2                | 0                | 2                 | 0                 | 15      | 0         |
| Amiens             | Tổng               | Tổng               | 123          | 3            | 4                | 0                | 5                 | 0                 | 132     | 3         |
| Troyes             | 2019–20            | Ligue 2            | 22           | 1            | 1                | 0                | 0                 | 0                 | 23      | 1         |
| Troyes             | 2020–21            | Ligue 2            | 28           | 0            | 0                | 0                | –                 | –                 | 28      | 0         |
| Troyes             | 2020–21            | Ligue 1            | 4            | 1            | 0                | 0                | –                 | –                 | 4       | 1         |
| Troyes             | Tổng               | Tổng               | 54           | 2            | 1                | 0                | 0                 | 0                 | 55      | 2         |
| Tổng kết sự nghiệp | Tổng kết sự nghiệp | Tổng kết sự nghiệp | 213          | 6            | 5                | 0                | 5                 | 0                 | 223     | 6         |